# 2022-es São Pauló-i kormányzóválasztás
A 2022-es São Pauló-i kormányzóválasztást, az általános választással és elnökválasztással egy időben, két fordulóban tartották: 2022. október 2-án és október 30.-án tartották meg. A kormányzóválasztás esetén nemcsak az állam kormányzóját, hanem a kormányzóhelyettest, egy szenátori mandátumot, 70 szövetségi képviselőt és São Paulo állam törvényhozásának 94 képviselőjét.

## Választási rendszer
Brazíliában az állami választásokon a kormányzókat és az állami törvényhozás tagjait választják meg 4 éves ciklusokra. A választást egyidőben tartják az "általános választásnak" nevezett választással, amely során a szövetségi törvényhozás, a Nemzeti Kongresszus két házának összes képviselőit és szenátori mandátumainak egy részét valamint Brazília elnökét választják meg.
Az állami törvényhozásokon nyílt listás, arányos képviseleti rendszerben választanak, valamint D'Hondt-módszernek megfelelően osztják ki a mandátumokat. A választáson csak úgy mint a szövetségi választáson, gépi módon, DRE szavazógéppel lehet szavazni és a választani kívánt jelölt vagy párt kódszámával lehet érvényesen szavazni.
A szenátori választáson az államot képviselő szenátort vagy szenátorokat választják meg. Mivel a Szenátusi szavazáson nem lehet egyszerre az összes mandátumot megválasztani, ezért négyévente, 8 éves ciklusra a szenátusi mandátumok kétharmadát illetve 4 évvel később az egyharmadát lehet megválasztani. A 2022-es választáson csak a szenátusi mandátumok egyharmadát lehetett megválasztani, vagyis São Paulo állam egy szenátori mandátumot kapott. Ígyy jelölt egy mandátumért és az győz, akinek relatív többsége lesz.

## Kormányzó-jelöltek
| Párt | Párt            | Jelölt              | Legutóbbi betöltött politikai tisztség  | Párt | Párt                          | Kormányzóhelyettes jelölt | Koalíció | Választói kódszám | Politikai hirdetés hossza | Refs.                |
| ---- | --------------- | ------------------- | --------------------------------------- | ---- | ----------------------------- | ------------------------- | --- | ----------------- | ------------------------- | -------------------- |
|      | Republikánusok  | Tarcísio de Freitas | Infrastruktúrális miniszter (2019–2022) |      | Szociáldemokrata Párt (PSD)   | Felicio Ramuth            | São Paulo Többre Képes - Keresztényszociális Párt (PSC) - Brazil Munkapárt (PTB) - Szociáldemokrata Párt (PSD) - Liberális Párt (PL) - Nemzeti Mobilitás Pártja (PMN)                                                                            | 10                | 2 perc 24 mp.             | [ 4 ] [ 5 ] [ 6 ]    |
|      | Munkáspárt (PT) | Fernando Haddad     | São Paulo polgármestere (2013–2017)     |      | Brazil Szocialista Párt (PSB) | Lúcia França              | Együtt São Paulóért - Remény Brazíliája - Munkáspárt (PT) - Brazília Kommunista Pártja (PCdoB) - Zöldpárt (PV) - PSOL-REDE - Szocializmus és Szabadság Párt (PSOL) - Fenntarthatósági Hálózat (REDE) - Brazil Szocialista Párt (PSB) - Cselekvés | 13                | 2 perc 17 mp.             | [ 10 ] [ 11 ] [ 12 ] |

## Szenátor-jelöltek
| Párt                                              | Párt                                   | Jelölt                      | Legutóbbi betöltött politikai tisztség | Párt                          | Párt                                   | Szenátor-helyettes jelölt                | Koalíció | Választói kódszám | Refs.                |
| ------------------------------------------------- | -------------------------------------- | --------------------------- | --- | ----------------------------- | -------------------------------------- | ---------------------------------------- | --- | ----------------- | -------------------- |
|                                                   | Demokratikus Munkáspárt (PDT)          | Aldo Rebelo                 | Védelmi miniszter (2015–2016) |                               | Demokratikus Munkáspárt (PDT)          | 1. alternatív jelölt: Maria Auxiliadora  | N/A | 123               | [ 13 ] [ 14 ]        |
| 2. alternatív jelölt: Antonio Carlos Fernandes Jr | Demokratikus Munkáspárt (PDT)          | Aldo Rebelo                 | Védelmi miniszter (2015–2016) |                               | Demokratikus Munkáspárt (PDT)          |                                          | N/A | 123               | [ 13 ] [ 14 ]        |
|                                                   | Brazil Demokratikus Mozgalom (MDB)     | Edson Aparecido             | São Paulo egészségügyi minisztere (2018–2022) |                               | Brazil Demokratikus Mozgalom (MDB)     | 1. alternatív jelölt: Augusto Castro     | São Paulo Előre - Podemos (PODE) - Előre Párt - Mindig Előre Párt - Brazil Szociáldemokrata Párt (PSDB) - Állampolgári Párt - Brazil Progresszívek (PP) - Brazil Unió (UNIÃO) - Brazilian Demokratikus Mozgalom (MDB) - Brazil Hazafiak - Szolidaritás Párt                            | 150               | [ 15 ]               |
|                                                   | Brazil Demokratikus Mozgalom (MDB)     | Edson Aparecido             | São Paulo egészségügyi minisztere (2018–2022) | Podemos (PODE)                | 2. alternatív jelölt: Elsa Oliveira    |                                          | São Paulo Előre - Podemos (PODE) - Előre Párt - Mindig Előre Párt - Brazil Szociáldemokrata Párt (PSDB) - Állampolgári Párt - Brazil Progresszívek (PP) - Brazil Unió (UNIÃO) - Brazilian Demokratikus Mozgalom (MDB) - Brazil Hazafiak - Szolidaritás Párt                            | 150               | [ 15 ]               |
|                                                   | Egyesült Szocialista Munkáspárt (PSTU) | Luiz Carlos "Mancha" Prates | São José dos Campos CSP-Consultas fémkohászati dolgozói szakszervezeti ágának egykori elnöke                                                                             |                               | Egyesült Szocialista Munkáspárt (PSTU) | 1. alternatív jelölt: Eliana Ferreira    | N/A | 161               | [ 16 ]               |
| 2. alternatív jelölt: Soraya de Matos             | Egyesült Szocialista Munkáspárt (PSTU) | Luiz Carlos "Mancha" Prates | São José dos Campos CSP-Consultas fémkohászati dolgozói szakszervezeti ágának egykori elnöke                                                                             |                               | Egyesült Szocialista Munkáspárt (PSTU) |                                          | N/A | 161               | [ 16 ]               |
|                                                   | Brazil Kommunista Párt (PCB)           | Tito Flávio Bellini         | Universidade Federal do Triângulo Mineiro (UFTM) egyetem professzora , São Paulo Állami Egyetem történelmi szakának doktora (UNESP).                                     |                               | Brazil Kommunista Párt (PCB)           | 1. alternatív jelölt: Ernesto Pichler    | N/A | 211               | [ 19 ] [ 20 ] [ 21 ] |
| 2. alternatív jelölt: Felipe Queiroz              | Brazil Kommunista Párt (PCB)           | Tito Flávio Bellini         | Universidade Federal do Triângulo Mineiro (UFTM) egyetem professzora , São Paulo Állami Egyetem történelmi szakának doktora (UNESP).                                     |                               | Brazil Kommunista Párt (PCB)           |                                          | N/A | 211               | [ 19 ] [ 20 ] [ 21 ] |
|                                                   | Liberális Párt (PL)                    | Marcos Pontes               | Tudomány, technológiai és innovációs miniszter\| (2019–2022) |                               | Liberális Párt (PL)                    | 1. alternatív jelölt: Alberto da Fonseca | São Paulo Többre Képes - Keresztényszociális Párt (PSC) - Brazil Munkapárt (PTB) - Szociáldemokrata Párt (PSD) - Liberális Párt (PL) | 222               | [ 23 ]               |
| 2. alternatív jelölt: Sirlange Manganhoto         | Liberális Párt (PL)                    | Marcos Pontes               | Tudomány, technológiai és innovációs miniszter\| (2019–2022) |                               | Liberális Párt (PL)                    |                                          | São Paulo Többre Képes - Keresztényszociális Párt (PSC) - Brazil Munkapárt (PTB) - Szociáldemokrata Párt (PSD) - Liberális Párt (PL) | 222               | [ 23 ]               |
|                                                   | Kereszténydemokrácia (DC)              | Marco Azkoul                | Rendőr |                               | Kereszténydemokrácia (DC)              | 1. alternatív jelölt: José Carlos Eymael | N/A | 270               | [ 24 ]               |
| 2. alternatív jelölt: Armando Barreto             | Kereszténydemokrácia (DC)              | Marco Azkoul                | Rendőr |                               | Kereszténydemokrácia (DC)              |                                          | N/A | 270               | [ 24 ]               |
|                                                   | Brazil Munkás Megújulás Párt (PRTB)    | Janaina Paschoal            | São Paulo törvényhozásának képviselője (since 2019) |                               | Brazil Munkás Megújulás Párt (PRTB)    | 1. alternatív jelölt: Nohara Paschoal    | N/A | 287               | [ 13 ] [ 25 ]        |
| 2. alternatív jelölt: Jorge Coutinho Paschoal     | Brazil Munkás Megújulás Párt (PRTB)    | Janaina Paschoal            | São Paulo törvényhozásának képviselője (since 2019) |                               | Brazil Munkás Megújulás Párt (PRTB)    |                                          | N/A | 287               | [ 13 ] [ 25 ]        |
|                                                   | Munkásügyi Párt (PCO)                  | Antônio Carlos Silva        | Matematika tanár, Munkáspárt (PT) és a "Munkásügy" tagozat egyik alapítója, utóbbi tagozat alapítványának elnöke és szakszervezeti vezető.                               |                               | Munkásügyi Párt (PCO)                  | 1. alternatív jelölt: Nilson Ferreira    | N/A | 290               | [ 26 ] [ 27 ]        |
| 2. alternatív jelölt: Adonize Meireles            | Munkásügyi Párt (PCO)                  | Antônio Carlos Silva        | Matematika tanár, Munkáspárt (PT) és a "Munkásügy" tagozat egyik alapítója, utóbbi tagozat alapítványának elnöke és szakszervezeti vezető.                               |                               | Munkásügyi Párt (PCO)                  |                                          | N/A | 290               | [ 26 ] [ 27 ]        |
|                                                   | Új Párt (NOVO)                         | Ricardo Mellão              | São Paulo törvényhozásának képviselője (2019 óta) |                               | New Party (NOVO)                       | 1. alternatív jelölt: Rodrigo Fonseca    | N/A | 300               | [ 13 ] [ 28 ] [ 29 ] |
| 2. alternatív jelölt: Isabel Teixeira             | Új Párt (NOVO)                         | Ricardo Mellão              | São Paulo törvényhozásának képviselője (2019 óta) |                               | New Party (NOVO)                       |                                          | N/A | 300               | [ 13 ] [ 28 ] [ 29 ] |
|                                                   | Brazil Szocialista Párt (PSB)          | Márcio França               | São Paulo kormányzója (2018–2019) |                               | Socializmus és Szabadság Pártja (PSOL) | 1. alternatív jelölt: Juliano Medeiros   | Együtt São Paulóért - Reménység Brazíliája - Munkáspárt (PT) - Brazília Kommunista Pártja (PCdoB) - Zöld Párt (PV) - Brazilian Socialist Party (PSB) - PSOL-REDE - Socializmus és Szabadság Párt (PSOL) - Fenntarthatósági Hálózat (REDE) - Társadalmi Rend Republikánus Pártja (PROS) | 400               | [ 13 ] [ 33 ]        |
|                                                   | Brazil Szocialista Párt (PSB)          | Márcio França               | São Paulo kormányzója (2018–2019) | Brazil Szocialista Párt (PSB) | 2. alternatív jelölt: Doralice Fehr    |                                          | Együtt São Paulóért - Reménység Brazíliája - Munkáspárt (PT) - Brazília Kommunista Pártja (PCdoB) - Zöld Párt (PV) - Brazilian Socialist Party (PSB) - PSOL-REDE - Socializmus és Szabadság Párt (PSOL) - Fenntarthatósági Hálózat (REDE) - Társadalmi Rend Republikánus Pártja (PROS) | 400               | [ 13 ] [ 33 ]        |
|                                                   | Népi Egység (UP)                       | Vivian Mendes               | A párt São Pauló-i tagozatának elnöke , UNESP egyetem társadalmi kommunikációs szakán diplomázaatt és a Politikai Halottak és Eltűnt Emberek Rokonainak Bizottsága tagja |                               | Népi Egység (UP)                       | 1. alternatív jelölt: Márcia Damásio     | N/A | 800               | [ 35 ]               |
| 2. alternatív jelölt: Selma Maria de Almeida      | Népi Egység (UP)                       | Vivian Mendes               | A párt São Pauló-i tagozatának elnöke , UNESP egyetem társadalmi kommunikációs szakán diplomázaatt és a Politikai Halottak és Eltűnt Emberek Rokonainak Bizottsága tagja |                               | Népi Egység (UP)                       |                                          | N/A | 800               | [ 35 ]               |